# مطار موش
مطار موش (بالتركية: Muş Havalimanı)‏ هو مطار في موش، تركيا.